# Amblyteles visseri
Amblyteles visseri là một loài tò vò trong họ Ichneumonidae.